# アーサー・ゴメス
アーサー・ゴメス（Arthur Gómez、1984年2月12日 - ）はガンビア・バンジュール出身の元サッカー選手。元ガンビア代表。現役時代のポジションはフォワード。

## キャリア
2001年から2005年までの5年間マンチェスター・ユナイテッドに籍を置いた。
| スタブアイコン | サブスタブ | この項目は、まだ閲覧者の調べものの参照としては役立たない、サッカー選手に関連した書きかけの項目です。この項目を加筆・訂正などしてくださる協力者を求めています（P:サッカー/PJ:サッカー選手/PJ:女子サッカー）。 |